# No te vayas mamá
«No te vayas mamá» es el cuarto episodio de la primera temporada de la serie de televisión chilena Los 80. Este capítulo obtuvo un peak de 51,8 puntos a las 22:49 (UTC-4), con un promedio de 22,3 puntos.
La trama de este capítulo está centrado en octubre de 1982, momento en que en Chile, la serie de anime Marco se emite con gran éxito.

## Trama
Ana despide a Juan quien se va a dar una entrevista de trabajo. En el paradero, Nancy le desea suerte a Juan y viceversa. En eso Nancy es asaltada y Juan intenta ayudarla, pero al ser amenazado, Nancy le dice que los deje ir, luego ella se acerca a él, y se da cuenta de que le habían robado todas las cosas a la venta, dejándola sin nada. Juan pierde la entrevista, y va a llamar desde el negocio de Don Genaro, pero le dicen que el puesto ya fue ocupado.
Claudia comienza a desarrollar una relación más intensa con Francisco. Luego llega a su casa diciendo que dejó el preuniversitario, para que el dinero lo ocupen en la casa, Claudia se siente segura de que puede dar la PAA con los conocimientos que ya tiene.
Ana se da cuenta de que ya se estaban "comiendo" los ahorros, y recuerda que su madre, cuando era pequeña, vino a Santiago a comprar todo lo que no había en el campo, y los vecinos llegaron a comprarle, y así pudieron arreglárselas, luego ve en la televisión una noticia de Argentina, entonces se le ocurre trabajar con Nancy, a lo que esta la acepta de inmediato.
Martín, Félix y Bruno ven el primer capítulo de Marco. Ana le explica a Juan lo que hará con Nancy, pero este se disgusta, poniendo su machismo por delante, las ideas de ambos provocan una pelea, en donde Ana le dice que irá a Argentina de igual manera, y éste se enoja. Juan conversa con Exequiel quien le asegura que la mujer moderna toma sus propias decisiones.
En la casa, Juan demuestra su disgusto con Ana, con todos los miembros de la familia, dándole un mal ejemplo a Félix. Ana, en la noche, comienza a explicarle y despedirse de Félix, Martín y Claudia. Al día siguiente, Ana se va con Nancy, y en casa queda Claudia a cargo, y además deben cuidar a Bruno, ya que la hermana de Nancy se encontraba enferma.
Claudia, mientras sirve la comida, empieza a tener síntomas de resfrío, pero su familia no se da cuenta. Al día siguiente, Martín le dice a Juan que Claudia aún no les sirve el desayuno, Juan va a la cocina a preguntarle a Claudia lo que sucedía, allí se da cuenta de que Claudia tenía fiebre de temperatura, por lo que se debe quedar en cama. Esto provoca que Juan se haga cargo de la casa, lo que crea los fabulosos "tallarines pegotiados a la Juan Herrera" y una lavada de ropa poco usual, además de que al lavar los platos, sin votar la comida, echa a perder el lavaplatos, por lo que debe ir a comprar tornillos para arreglarlo. En la ferretería en donde trabaja Denin, éste le dice que Claudia andaba con un hombre mayor, Francisco. Al llegar a la casa, Juan conversa con Claudia sobre los "pololeos". Más tarde, Ana llama desde Argentina, en donde le habla a Juan sobre dicho país. Ya de noche llega Exequiel para darle un relajo a Juan.
Al día siguiente, Imelda comienza a preguntarle a Juan sobre lo del viaje de Ana y Nancy, en donde Juan se harta y le pregunta si ya se sabe toda la historia. Martín sigue conquistando a Susana. En eso llega Petita y les dice que Ana llama desde Argentina, al llegar, Ana le dice a Juan que aún sigue en la Argentina, debido a que está bloqueado el paso a Chile por un accidente de camiones.
Tras unas horas, los camiones son quitados de la carretera, y Nancy y Ana vuelven al país. Mientras, Juan le explica a Félix lo que ocurre con el viaje de Ana, ya que este último está apenado. Más tarde, Claudia, Félix, Bruno y Juan preparan panquques, mientras Martín va a comprar un par de bebidas, todo esto provoca un ambiente más amigable en la casa.
Al día siguiente, mientras tomaban desayuno, Ana y Nancy vuelven, Félix y Bruno abrazan a su respectiva madre. Féix abraza a Ana terminando así el capítulo, con la canción de Marco como fondo.

## Título
El título se debe a que, en Chile, en octubre de 1982 se comenzó a emitir el anime Marco, cuyo primer capítulo es "No te vayas mamá", en donde Ana, la madre de Marco se va a Argentina, al igual que Ana con Félix.